# Roșu și Negru (formație)
Roșu și Negru a fost o formație românească de muzică beat și rock fondată în anul 1963 la București, mutată ulterior la Iași, unde a cunoscut și consacrarea. Este una dintre cele mai apreciate formații rock din România, în special de către publicul contemporan cu perioada ei de glorie (deceniile 1970 și 1980). Componența grupului a fost deosebit de fluctuantă de-a lungul anilor, incluzând mulți muzicieni valoroși: Nancy Brandes, Ovidiu Lipan, Florin Ochescu, Dan Bădulescu, Adrian Ordean ș.a. Însă membrul care a influențat cel mai mult evoluția formației este, de departe, compozitorul, basistul și solistul vocal Liviu Tudan.
La finele anilor șaptezeci, Roșu și Negru formează un supergrup alături de Progresiv TM și lansează albumul conceptual Puterea muzicii (1979). În vreme ce compozițiile anilor 1960–1970 nu sunt cunoscute publicului tânăr, mult mai familiare sunt șlagărele în stil pop rock din anii 1980: „Pseudofabulă”, „Alfabetul” ș.a. Pentru multă vreme, formația a activat pe două paliere: cântând muzică apropiată de genul pop și cu versuri accesibile (la Electrecord sau la Televiziune) pentru a se putea întreține financiar, iar în concerte activând ca formație de rock progresiv, cu o sonoritate total diferită. De aceea, discurile imprimate de formație sunt, din păcate, foarte puțin reprezentative față de imaginea ei în epocă, întreținută de spectacole.

## Istoria formației
La început, formația îi are ca soliști vocali pe Mirabela Dauer (pe atunci, Bela Scorțaru), Dan Mutașcu și Anda Călugăreanu. Apoi, trupa se mută la Iași, odată cu fondatorul ei, Nancy Brandes (claviaturi), care părăsește Bucureștiul și își continuă studiile la Conservatorul din Iași.
În vara anului 1967, Brandes întâlnește pe litoral orchestra Gaudeamus, condusă de Bondy Stenzler (atunci absolvent al Liceului de muzică din Galați). Brandes cânta la un local în spatele Cazinoului din Eforie Sud, alături de o formație de greci, Chromatic. De vreme ce programul lor se încheia mai repede, Brandes îi însoțea apoi pe scenă pe Gaudeamus. Pe lângă Bondy Stenzler, formația îi mai cuprindea pe: Emil Trocan (chitară solo), Florin Marcovici (chitară armonie), Daniel Ciornea „Moby” (chitară bas) și Ernest (orgă electronică), iar solistă vocală era o bulgăroaică, Krasi Borisova. În toamna aceluiași an, Bondy îl cooptează pe Nancy și îi preda bagheta. Formația își schimbă denumirea în Roșu și Negru, titulatură care, în ciuda aparentei aluzii la romanul lui Stendhal, era în fapt inspirată de costumația de scenă a membrilor grupului (cămăși roșii și pantaloni negri). În următorii doi ani, formația concertează, participă la reuniuni studențesti, emisiuni la Radio Iași și au o primă apariție televizată într-o emisiune în aer liber, împreună cu muzicianul solist vocal Florin Iepurică. În anul 1968 Bondy se căsătorește, iar în toamnă părăsește formația, în locul lui venind Ovidiu Lipan.
Aflat în formula Nancy Brandes (claviaturi), Nicky Dorobanțu (chitară, voce), Florin Marcovici (chitară armonie), Dumitru Grigoraș (flaut), grupul îl cooptează pe Liviu Tudan, muzician de geniu, fost membru Sideral, mutat disciplinar de la Conservatorul din București la cel din Iași. Tudan devine basist și solist vocal al formației Roșu și Negru. Tot la Iași, se alătură formației bateristul Ovidiu Lipan Țăndărică, care avea numai 13 ani. 
La primul Festival „Club A” (1969, București), Roșu și Negru obține toate marile premii: trofeul „Club A”, premiul întâi la categoria solist vocal și pentru concepția unui spectacol rock, premiul al doilea pentru chitară bas.
După plecarea lui Brandes în Israel, în 1975, Liviu Tudan devine liderul grupului, alături de Tudan fiind în formație Nicky Dorobanțu (chitară solo, voce), Mihai Muncioiu (chitară), Nicolae Enache (claviaturi), Puiu Brec (baterie), plus un pachet de suflători (două trompete – Mihai Șercăianu și Hermann Werner, plus un trombon – Elvir Tatomir). Astfel, vor prezenta opera rock Meșterul Manole, din păcate needitată pe vreun disc. Totuși, vor înregistra la Radio piese care vor apărea pe discul single Flori de timp/Vrei și mai târziu, pe LP-ul Culori.
În 1976 se formează supergrupul Unit Roșu și Negru–Progresiv TM, din care fac parte Florin Ochescu (chitară electrică), Liviu Tudan (chitară bas, pian, voce), Dumitru Bădilă (baterie), Harry Coradini (voce) și Ladislau „Loți” Herdina (chitară). Proiectul durează un an și jumătate. Ulterior, apare la baterie Ion Cristian „Călare” (Solaris, Sincron, Sfinx), iar în această formulă se înregistrează LP-ul Puterea muzicii.
În 1978, Roșu și Negru devine trio, avându-i ca membri pe Liviu Tudan (lider, solist vocal, chitară bas), Florin Ochescu (chitară) și Dorel Vintilă Zaharia (baterie). Astfel, vor înregistra piesele „Alfabetul”, „Hai acasă”, „Miracolul suprem” și „Copilul și soarele”. Puțin mai târziu, Florin Ochescu trebuie să plece în armată, fiind înlocuit de Dan Bădulescu. La clape este cooptat Nicu Enache (Odeon, Metronom, Sfinx). În această componență se va înregistra piesa „Lumea basmelor”. Nicu Enache părăsește după câteva luni formația, aceasta rămânând în formulă de trio, formulă în care sunt înregistrate piesele „Oglinda”, „Aleargă” și „Pasărea iubirii” (varianta de pe LP-ul ...Pseudofabulă va fi definitivată în 1981).
În februarie 1980, li se alătură chitaristul solo Nuțu Olteanu (plecat de la Iris), alături de care vor înregistra piesele „Nufăr alb” și „Nea Marin”. În această componență, vor apărea videoclipurile „Oglinda” și „Miracolul suprem”. Ceva vreme mai târziu, Dorel Vintilă Zaharia se hotărăște să cânte cu contract în străinătate și este înlocuit de Nelu Dumitrescu, adus în trupă de la Iris, de colegul său Nuțu.
În 1981, Dan Bădulescu va părăsi o vreme grupul, fiind înlocuit de Alex Perin Boian (chitarist în trupele Pro Musica și Betta), Nelu Dumitrescu se întoarce la Iris, unde va rămâne până în prezent, fiind înlocuit de toboșarul Liviu Hrișcu (ex-Mondial, Semnal M, Sens Unic, Academica). Perin Boian reușește să emigreze în Germania, după care Dan Bădulescu se întoarce în Roșu și Negru.
În noiembrie 1981, Nuțu Olteanu se va întoarce în Iris, fiind înlocuit de Adrian Ordean (Stereo, Riff, Compact B, Schimbul 3). Puțin mai târziu, Dan Bădulescu va pleca la Iris, unde îl va înlocui pe Adrian Ilie, plecat împreună cu Cristi Minculescu pentru a înființa un nou grup, Voltaj. În locul lui Dan Bădulescu, revine Florin Ochescu.
În martie 1982, Florin Ochescu va pleca să formeze grupul Monolit. În locul acestuia, sosește Gabriel Nacu (ex-Harap-Alb). Puțin mai târziu, Liviu Hrișcu emigrează în SUA și revine Dorel Vintilă Zaharia. În această componență, se vor efectua multe înregistrări și filmări TV.
La începutul lui 1983, Gabi Nacu pleacă pentru o vreme la Voltaj. Grupului i se alătură basistul Dan Creimerman, pentru ca în iunie acesta să plece la Star 2000. Mai târziu, la chitară bas va veni Mircea Marcovici (ex-Post Scriptum).
În 1984, se reîntoarce Florin Ochescu. În formula cu Liviu Tudan (vocal), Adrian Ordean (chitară solo), Florin Ochescu (chitară), Gabi Nacu (bas) și Dorel Vintilă Zaharia (baterie), ei vor participa la Festivalul de șlagăre de la Dresda. După întoarcere, Gabriel Nacu este înlocuit de Dan Creimerman.
În mai 1985, apare LP-ul ...Pseudofabulă cu varii înregistrări radio din perioada 1979–1984, editat de Electrecord fără a se consulta cu formația.
Spre sfârșitul anului, Florin Ochescu decide să părăsească grupul și să plece la Sfinx. Între timp, se va face un videoclip pentru piesa „Iubirea cere pace planetară”, în formula: Liviu Tudan (vocal), Adrian Ordean (chitară), Mircea Marcovici (bas), Cornel Cristei (clape) și Dorel Vintilă Zaharia (baterie). În afara unui scurt turneu în Uniunea Sovietică în anul 1985, în toată perioada 1982–1987, Roșu și Negru efectuează exclusiv turnee naționale, alături de Dida Drăgan, Ilie Stoian și actorul Alexandru Basarabeanu, apelând, în perioada 1985–1987, și la Mircea Baniciu.
În 1986, apare LP-ul Culori, cu multe înregistrări radio din perioada 1976–1984, urmat de un turneu în China.
În 1987 este cooptat Valentin Stoian la claviaturi. În aceeași perioadă, ei vor face multe turnee în țară și în străinătate (Bulgaria și Norvegia). Vor avea și o filmare pentru Revelion '88, la TVR (piesa „Joc în doi”).
În 1988, după ultima deplasare în Norvegia, trupa se sparge: Adrian Ordean pleacă la Compact, Valentin Stoian la Krypton, Dorel Vintilă Zaharia emigrează în Suedia, iar Cornel Cristei se angajează ca dirijor al orchestrei Teatrului din Oradea. Tot atunci, se lansează LP-ul Semnul tău.
În 1989 Liviu Tudan reîncepe munca alături de noi membri: Cristi „Porta” Marinescu – chitară solo (ex-Harap-Alb, Riff, Voltaj), Laurențiu Sîmniceanu – chitară ritm (ex-Sui Generis), Emanuel Gheorghe „Fisă” – claviaturi (ex-Sui Generis) și Florin „Dog” Ionescu – baterie, voce (ex-Icar, Voltaj '88). Astfel, se vor face trei înregistrări: „Val de mare” (versuri de George Stanca), „La țărmul unei amintiri” (versuri de Eugen Dumitru) și „Imagini de vis” (versuri de Stelian Tănase).
În 1990 trupa lansează o piesă nouă: „Crăciun însângerat” (versuri de George Stanca), în memoria eroilor Revoluției din 1989, însoțită și de un videoclip în regia lui Anghel Mora (folkistul Mihai Diaconescu).
În 1991 Roșu și Negru susțin un concert la Festivalul „Rock '91”, în formula următoare: Cristian Ilie – vocal (ex-Voltaj), Cristian Marinescu – chitară solo, Liviu Tudan – chitară bas și voce, Sorin Dănescu – claviaturi (ex-Asterisc) și Florin Ionescu – baterie.
Puțin mai târziu, Florin Ionescu va părăsi grupul pentru Direcția 5, pentru ca mai apoi să cânte alături de Laura Stoica.
În 1993 Roșu și Negru va susține la Festivalul „Skip Rock '93”, în deschiderea grupului britanic Asia, ultimul lor concert, în formula: Liviu Tudan – solist vocal și chitară bas, Cristian Marinescu – chitară solo, Florin Ochescu – chitară, Cornel Cristei – clape și Ovidiu Lipan – baterie.
În 1996 Liviu Tudan și Cristian Marinescu pun la cale o revenire a grupului. Tot atunci se va realiza și piesa „Lumea ca o pradă” (apărută pe discul Tribut lui Liviu Tudan – Roșu și Negru), care va beneficia de un videoclip difuzat în premieră în primele zile ale anului 1997, în cadrul emisiunii TVR De la egal la egal.... amical, al cărei producător era însuși Tudan.
În 2001, în formula: Liviu Tudan (vocal, chitară bas), Cristian Marinescu (chitară), Cezar Zavate (chitară), Lucian Cioargă (baterie), se vor realiza patru înregistrări: „Val de mare” (remix) – care va beneficia și de un videoclip, „Noaptea în oraș”, „Titi duru” și „Viața e mișto”. Din păcate, înregistrările și posibila revenire sunt împiedicate de starea de sănătate a lui Liviu Tudan, care nu-i permitea continuarea activității.
Pe data de 27 mai 2005, Liviu Tudan a decedat. În februarie 2007, a fost lansat albumul Tribut lui Liviu Tudan – Roșu și Negru, publicat la casa de discuri Roton. Pe 8 septembrie 2008 apare Muzică de colecție, Vol. 59 – Roșu și Negru, o compilație retrospectivă ce conține 21 de piese din repertoriul formației Roșu și Negru, distribuită cu ziarul Jurnalul Național. CD-ul este însoțit de un supliment tipărit.

## Componențe
| 1968 - Nancy Brandes – orgă, lider - Emil Trocan – chitară solo - Florin Marcovici – chitară armonie - Daniel Ciornea – bas - Ovidiu Lipan – baterie 1969 - Nancy Brandes – orgă, lider - Nicolae Dorobanțu – chitară, vocal - Florin Marcovici – chitară - Liviu Tudan – bas, vocal - Ovidiu Lipan – baterie - Aurel Crețu - saxofon - Ion Cîmpeanu - trombon 1971 - Nancy Brandes – orgă, lider - Nicolae Dorobanțu – chitară, vocal - Florin Marcovici – bas, vocal - Ovidiu Lipan – baterie - Dumitru Grigoraș – flaut - Aurel Crețu - saxofon - Ion Cîmpeanu - trombon - Petru Bosnea - trombon - Petrișor Burneci - trompetă 1972 - Nancy Brandes – orgă, lider - Nicolae Dorobanțu – chitară, vocal - Geza Baranyi – bas - Ovidiu Lipan – baterie - Petru Bosnea - trombon - Petrișor Burneci - trompetă - Constantin Mardare - trompetă 1972–1973 - Nancy Brandes – orgă, lider - Nicolae Dorobanțu – chitară, vocal - Bubu Viski – bas - Ovidiu Lipan – baterie - Petru Bosnea - trombon - Petrișor Burneci - trompetă - Constantin Mardare - trompetă Vara 1974 - Nancy Brandes – orgă, lider - Sorin Tudoran – chitară - Sorin Movileanu – bas - Ovidiu Lipan – baterie 1974–1975 - Nancy Brandes – orgă, lider - Sorin Tudoran – chitară - Liviu Tudan – bas, vocal - Ovidiu Lipan – baterie Toamna 1976 - Liviu Tudan – vocal, bas - Nicolae Dorobanțu – chitară, vocal - Mihai Muncioiu – chitară - Ovidiu Lipan – baterie - Herman Werner – trompetă - Mihai Șercăianu – trompetă - Elvir Tatomir – trombon 1977 - Liviu Tudan – vocal, bas - Florin Ochescu – chitară - Dumitru Bădilă – baterie 1978 - Liviu Tudan – vocal, bas - Florin Ochescu – chitară - Ion Cristian (Călare) – baterie Sfârșitul 1978 - Liviu Tudan – vocal, bas - Florin Ochescu – chitară - Dorel Vintilă Zaharia – baterie Iunie 1979 - Liviu Tudan – vocal, bas - Dan Bădulescu – chitară, vocal - Dorel Vintilă Zaharia – baterie - Nicolae Enache – claviaturi (colaborator) Februarie 1980 - Liviu Tudan – vocal, bas - Nuțu Olteanu – chitară, voce - Dan Bădulescu – chitară, vocal - Dorel Vintilă Zaharia – baterie Vara 1980 - Liviu Tudan – vocal, bas - Nuțu Olteanu – chitară, voce - Dan Bădulescu – chitară, vocal - Nelu Dumitrescu – baterie Februarie 1981 - Liviu Tudan – vocal, bas - Nuțu Olteanu – chitară, voce - Alexandru Perin Boian – chitară - Nelu Dumitrescu – baterie - Nicolae Enache – claviaturi(colaborator) Vara 1981 - Liviu Tudan – vocal, bas - Alexandru Perin Boian – chitară - Nuțu Olteanu – chitară, voce - Nelu Dumitrescu – baterie Octombrie 1981 - Liviu Tudan – vocal, bas - Nuțu Olteanu – chitară, voce - Dan Bădulescu – chitară, voce - Liviu Hrișcu – baterie Noiembrie 1981 - Liviu Tudan – vocal, bas - Dan Bădulescu – chitară, vocal - Adrian Ordean – chitară, voce - Liviu Hrișcu – baterie Martie 1982 - Liviu Tudan – vocal, bas - Adrian Ordean – chitară, voce - Gabriel Nacu – chitară - Liviu Hrișcu – baterie | Noiembrie 1982 - Liviu Tudan – vocal, bas - Adrian Ordean – chitară, voce - Gabriel Nacu – chitară - Dorel Vintilă Zaharia – baterie Ianuarie 1983 - Liviu Tudan – vocal, claviaturi - Adrian Ordean – chitară, voce - Dan Creimerman – bas, vioară, claviaturi, voce - Dorel Vintilă Zaharia – baterie Mai 1983 - Liviu Tudan – vocal, claviaturi, bas - Adrian Ordean – chitară, voce - Dorel Vintilă Zaharia – baterie Iunie 1983 - Liviu Tudan – vocal, claviaturi - Adrian Ordean – chitară, voce - Mircea Marcovici – bas, voce - Dorel Vintilă Zaharia – baterie Iunie–august 1984 - Liviu Tudan – vocal, bas - Adrian Ordean – chitară, voce - Gabriel Nacu – chitară - Dorel Vintilă Zaharia – baterie Septembrie 1984 - Liviu Tudan – vocal - Adrian Ordean – chitară, voce - Florin Ochescu – chitară - Gabriel Nacu – bas - Dorel Vintilă Zaharia – baterie Mai 1985 - Liviu Tudan – vocal - Adrian Ordean – chitară, voce - Florin Ochescu – chitară - Dan Creimerman – bas, voce - Dorel Vintilă Zaharia – baterie 1986 - Liviu Tudan – vocal - Adrian Ordean – chitară, voce - Mircea Marcovici – bas, voce - Dorel Vintilă Zaharia – baterie Noiembrie 1986 - Liviu Tudan – vocal, bas - Adrian Ordean – chitară, voce - Cornel Cristei – claviaturi - Dorel Vintilă Zaharia – baterie Vara 1987 - Liviu Tudan – vocal, bas - Adrian Ordean – chitară, voce - Cornel Cristei – claviaturi - Dorel Vintilă Zaharia – baterie 1987 (Norvegia) - Liviu Tudan – vocal, bas - Adrian Ordean – chitară, voce - Cornel Cristei – claviaturi - Valentin Stoian – claviaturi - Dorel Vintilă Zaharia – baterie 1987–1988 - Liviu Tudan – vocal - Adrian Ordean – chitară, voce - Cornel Cristei – claviaturi - Valentin Stoian – claviaturi - Dan Creimerman – bas, claviaturi - Dorel Vintilă Zaharia – baterie 1989 - Liviu Tudan – bas, vocal, lider - Cristian Marinescu – chitară solo - Laurențiu Sîmniceanu – chitară - Emanuel Gheorghe – claviaturi - Florin Ionescu – baterie, voce 1990–1991 - Liviu Tudan – bas, lider - Laurențiu Sîmniceanu – chitară - Emil Laghia – chitară - Emanuel Gheorghe – claviaturi - Florin Ionescu – baterie 1991 (Rock '91) - Liviu Tudan – bas, lider - Cristian Ilie – vocal - Laurențiu Sîmniceanu – chitară - Emil Laghia – chitară - Sorin Dănescu – claviaturi - Florin Ionescu – baterie 1992 („Doi Cocoși”) - Liviu Tudan – bas, lider - Tony Șeicărescu – vocal - Cristian Marinescu – chitară - Robert Gergely – claviaturi - Narcis Dumitrache – baterie 1993 (Skip Rock '93) - Liviu Tudan – bas, vocal, lider - Cristi (Porta) Marinescu – chitară - Florin Ochescu – chitară - Cornel Cristei – claviaturi - Ovidiu Lipan – baterie 1996–1997 (doar studio) - Liviu Tudan – bas, claviaturi, lider - Cristi (Porta) Marinescu – chitară solo - Adrian Constantinescu – chitară - Robert Gergely - claviaturi 1999–2000 (studio) - Liviu Tudan – bas, vocal, lider - Cristi (Porta) Marinescu – chitară - Cezar Zavate – chitară - Dan Lică – claviaturi - Lucian Cioargă – baterie |

## Discografie
- Leopardul/Cîntecul pădurii/Cadrane (1972, EP, Electrecord, 45-EDC 10292)
- Oameni de zăpadă/Pastorală (1974, single, Electrecord, 45-EDC 10388)
- Pădurea l-a gonit/Copiii păcii (1975, single, Electrecord, 45-EDC 10426)
- Formații de muzică pop 1 (1975, LP, album colectiv, Electrecord, EDE 01071) — piesa „Imnul copiilor”
- Flori de timp/Vrei (1977, single, Electrecord, 45-EDC 10551)
- Puterea muzicii (1979, LP, album de studio, Electrecord, STM-EDE 01538) — supergrupul Unit Progresiv TM–Roșu și Negru
- Alfabetul/Hai acasă (1980, single, Electrecord, 45-EDC 10679)
- Formații rock 4 (1980, LP, album colectiv, Electrecord, EDE 01723) — piesele „Miracolul suprem” și „Copilul și soarele”
- Invitație la discotecă 1 – Muzică de dans (1984, LP, album colectiv, Electrecord, ST-EDE 02580) — piesa „Alfabetul”
- Invitație la discotecă 4 – Muzică de dans (1984, LP, album colectiv, Electrecord, ST-EDE 02583) — piesele „Hai acasă” și „Miracolul suprem”
- Estival Top (1985, LP/MC, album colectiv, Electrecord, ST-EDE 02654 / STC 00290) — piesa „Amurgul”
- ...Pseudofabulă (1985, LP, album de studio, Electrecord, ST-EDE 02648 / STC 00289)
- Culori (1986, LP/MC, album de studio, Electrecord, ST-EDE 02919 / STC 00366)
- Semnul tău (1988, LP, album de studio, Electrecord, ST-EDE 03302)
- Orele Revoluției (1990, 3xLP, compilație, Electrecord, EXE 03862/03863/03864) — piesa „Crăciun însîngerat”
- The Best of Club A (1999, CD/MC, compilație, Electrecord, EDC 311 / STC 001313) — piesa „Pseudofabulă”
- Club A – Epoca de aur (2003, CD/MC, compilație, Electrecord, EDC 516 / STC 001493) — piesa „Alfabetul”
- Tribut lui Liviu Tudan – Roșu și Negru (2007, CD, album de studio/compilație tribut, Roton, 4065-2)
- Muzică de colecție, Vol. 59 – Roșu și Negru (2008, CD, compilație retrospectivă, distribuită împreună cu Jurnalul Național, 8 septembrie 2008)
- Timpul chitarelor (2009, DVD, album video, TVR Media) — filmările „Soare și vânt” (1971) și „Hai acasă” (1984)
- Agentul straniu – Remastered Tape (2021, MC, compilație/soundtrack, DJs Techno Conference, DTC017MC) — coloana sonoră a filmului (37 de minute), piesa „Insula misterioasă” (live 1979)

## Piese de succes aflate în topuri
Topul Flacăra:
- „Oameni de zăpadă” (24 februarie–13 aprilie 1973): #4 (10–30 martie 1973)
- „Pastorală” (21 iulie–14 decembrie 1973): #1 (22–28 septembrie 1973)
- „Pădurea l-a gonit” (4 mai–2 august 1974): #5 (11–17 mai 1974)

Topul Săptămîna:
- „Ploaia, vântul” (1971): #1
- „Cadrane” (1971): #1
- „Pădurea l-a gonit” (19 aprilie–26 iulie 1974): #1 (31 mai–6 iunie 1974)
- „Copiii păcii” (13 decembrie 1974 – 27 martie 1975): #1 (10–23 ianuarie 1975)
- „Hai acasă” (1979): #9
- „Copilul și soarele” (octombrie–decembrie 1979 – 10 ianuarie 1980): #1
- „Lumea basmului” (29 februarie–5 iunie 1980): #1 (14–27 martie 1980)
- „Când mă privești”: #8 (6–12 iunie 1980)
- „Pasărea iubirii” (cu titlul „Ca o vrajă”) (4 iulie–14 august 1980): #3 (1–7 august 1980)
- „Nufăr alb” (15 august–23 octombrie 1980): #1 (12–18 septembrie 1980)
- „Voinicul” (21 noiembrie 1980 – 12 martie 1981): #1 (16 ianuarie–5 februarie 1981), dar și #9 în Referendum Săptămîna Top '81 (melodia anului)
- „Amurgul” (27 martie–18 iunie 1981): #1 (1–14 mai 1981)
- „Zbor” (9 aprilie–10 iunie 1982): #1 (7–13 mai 1982)
- „La modă” (1 iulie–30 septembrie 1982): #1 (20–26 august 1982)
- „Timpul” (12 noiembrie 1982 – 3 februarie 1983): #1 (17 decembrie 1982 – 6 ianuarie 1983)
- „Promisiuni” (1 aprilie–19 mai 1983): #1 (29 aprilie–12 mai 1983)
- „Iubirea cere pace planetară” (28 octombrie–29 decembrie 1983): #6 (25 noiembrie–15 decembrie 1983)
- „Pseudofabulă” (16 martie–26 iulie 1984): #1 (20 aprilie–10 mai 1984)
- „Aripi de pace” (27 iulie–4 octombrie 1984): #4 (23–30 august 1984)
- „Semnul tău” (1986)
- „Gîndul meu liber” (27 februarie–23 aprilie 1987): #1 (27 martie–2 aprilie 1987)
- „Să cerem soarelui lumină” (17 iulie–27 august 1987): #2 (7–13 august 1987)
- „Joc în doi” (28 august–8 octombrie 1987): #2 (18 septembrie–1 octombrie 1987)
- „Val de mare” (29 septembrie–14 decembrie 1989): #1 (10–24 noiembrie 1989)
- „În zadar, tu n-ai să vii” (15 decembrie 1989–?): #2 (22–28 decembrie 1989)

Topul 13 Scînteia Tineretului:
- „Gîndul meu liber” (21 februarie–22 mai 1987): #3 (11–17 aprilie 1987)
- „Să cerem soarelui lumină” (29 august–9 octombrie 1987): #1 (12–18 septembrie 1987)
- „Joc în doi” (10 octombrie–20 noiembrie 1987): #1 (14–20 noiembrie 1987)

Topul Tribuna
- Pastorală(5 iulie - 12 Septembrie 1973) - #1(19 iulie - 1 august 1973)
- Pădurea l-a gonit(16 mai - 22 august 1974) - #1(18-24 iulie 1974)
- Copiii păcii(5 decembrie 1974 - 12 martie 1975) - #1(19-25 decembrie 1974)
- Sînt fiul țării mele(1 septembrie 1977 - 22 martie 1978) - #2(6-19 octombrie 1977)
- E vremea noastră(12 ianuarie - 22 martie 1978) - #2(9-16 martie 1978)
- Miracolul suprem(29 noiembrie 1979 - 6 februarie 1980) - #3(29 noiembrie - 5 decembrie 1979, 3-6 ianuarie 1980), #10(Topul Topurilor 1977)
- Lumea basmului(7 februarie - 4 iunie 1980) - #5(14-20 februarie)
- Aleargă(5 iunie - 19 noiembrie,  decembrie 1980) - #1(24-31 iulie), #10(Topul Topurilor 1980)
- Pasărea iubirii(cu titlul "Ca o vrajă", 11 septembrie - 22 octombrie) - #2(18-24 septembrie)
- Nufăr alb(4 decembrie 1980 - 25 martie 1981) - #1(8-14 ianuarie 1981)
- Amurgul(16 aprilie - 24 iunie) - #2(23-29 aprilie)
- Hai Acasă(cu titlul "Acasă", 4 iunie - 26 august 1981) - #1(2-15 iulie 1981)
- Aripi de pace(15 martie - 11 aprilie 1984), #6(22-28 martie 1984)
- Gândul meu(28 februarie-3 aprilie 1985), #2(21-27 martie 1985)
- Flori de timp(18 septembrie - 10 decembrie 1986) - #5(9-15 octombrie, 27 noiembrie-3 decembrie 1986)

## Înregistrări needitate
| 1963–1969 - „De dragul tău eu cânt” (1964) - „Somnoroase păsărele” - „Miorița” 1970–1979 - „Tăcerea” (1970) - „Amurgul” (adaptare după melodia omonimă scrisă de George Grigoriu, 1970–1971) - „De ce nu-mi vii” (versuri: Mihai Eminescu, 1971) - „Soare și vânt” (adaptare după Paul Revere & The Raiders – „Let Me”, 1971) (filmarea piesei a apărut pe DVD-ul Timpul chitarelor) - „Haide, hai” (preluare Blood, Sweat & Tears – „Hi-De-Ho”, 1971) - „Iar și iar” (preluare Blood, Sweat & Tears – „More and More”, 1972) - „Și dacă” (versuri: Mihai Eminescu, 1972) - „Hei, hei, hei, pădure” (muzică și versuri: Nicolae Dorobanțu, 1972) - „Vis și culoare” (1976) - „Cîntec nepieritor de țară” (1976) - „Privire spre viitor” (1976) - „Retrospectivă” (1976) - „Apel” (1976) - „Insula misterioasă” (muzică și versuri: Dan Bădulescu, 1979) | 1980–1989 - „Gândul meu” (1980) - „Aleargă” (1980) - „Nea Mărin” (1980) - „Mă întorc acasă” (muzică și versuri: Nuțu Olteanu, 1980) (preluată din repertoriul Iris, 1978) - „Cântec pentru viteazul de mâine” (muzică și versuri: Dan Bădulescu, 1981) - „Sub cer” (1982) - „Timpul” (muzică: Adrian Ordean, 1982) - „Vis de copilărie” (1982) - „Floarea de cenușă” (1983) - „Veniți cu noi” (1986) - „La țărmul unei amintiri” (1989) - „Val de mare” (1989) - „Imagini de vis” (1989) 1990–2005 - „Maximă” (1997, apare și cu numele „Lupii”) - „Val de mare” (remix) (2001) - „Noaptea în oraș” (2001) - „Titi duru” (2001) - „Viața e mișto” (2001) |